# Barchfeld (Barchfeld-Immelborn)
Barchfeld – dzielnica gminy Barchfeld-Immelborn w Niemczech, w kraju związkowym Turyngia, w powiecie Wartburg. Do 30 grudnia 2012 samodzielna gmina i siedziba wspólnoty administracyjnej Barchfeld, która dzień później została rozwiązana.